# 昂布勒维尔 (夏朗德省)
昂布勒维尔（法語：Ambleville，法語發音：[ɑ̃bləvil] ⓘ）是法国夏朗德省的一个旧市镇，属于干邑区。2022年，昂布勒维尔与市镇利涅尔-索讷维尔合并为新市镇利涅尔-昂布勒维尔。

## 地理
昂布勒维尔（45°33'28"N, 0°13'21"W）面积5.09 平方千米，位于法国新阿基坦大区夏朗德省，该省份为法国西部内陆省份，北起德塞夫勒省和维埃纳省，东临上维埃纳省，东南至多尔多涅省，南至多爾多涅省，西接滨海夏朗德省。
与昂布勒维尔接壤的市镇（或旧市镇、城区）包括：克里特伊-拉马格德莱娜、瑞亚克勒科克、利涅尔-索讷维尔、韦里耶尔。

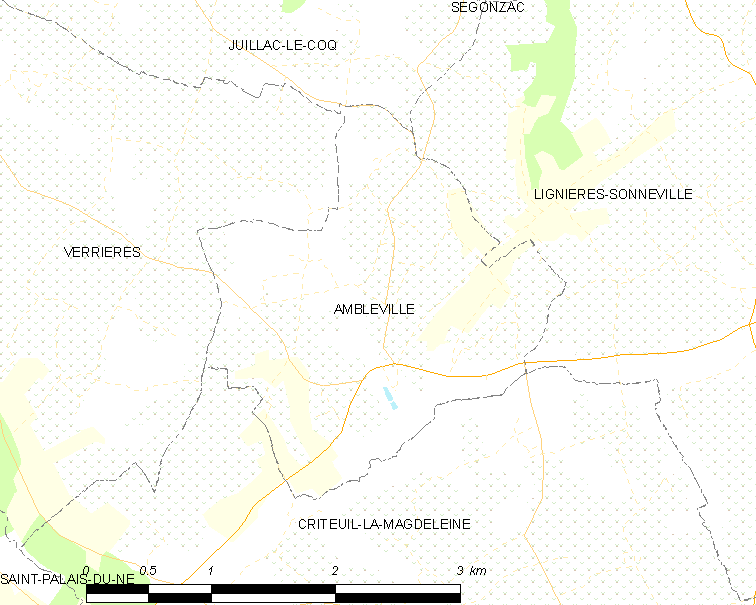
的OSM定位图

昂布勒维尔的时区为UTC+01:00、UTC+02:00（夏令时）。

## 行政
昂布勒维尔的邮政编码为16300，INSEE市镇编码为16010。

## 政治
昂布勒维尔所属的省级选区为夏朗德-香槟县。

## 人口

1962-2008年间人口变化图示

昂布勒维尔于2019年1月1日时的人口数量为167人。